# Kommunistische Aktionspartei
Die Kommunistische Aktionspartei (arabisch حزب العمل الشيوعي, DMG Ḥizb al-ʿAmal aš-Šuyūʿī) ist eine linke politische Partei in Syrien, die 1976 unter dem Namen Liga für Kommunistische Aktion als Abspaltung von der Syrischen Kommunistischen Partei gegründet wurde. Die von Anfang an illegale Partei benannte sich am 6. August 1981 in Kommunistische Arbeitspartei um. Darin organisieren sich hauptsächlich Studenten und Intellektuelle, viele ihrer Mitglieder sind Alawiten.
Nach Aussage von Menschenrechtsorganisationen betätigte sie sich ausschließlich gewaltfrei; gemäß dem Blog „AngryArab News Service“ kämpfte sie zunächst auch mit Waffen gegen die Regierung. Ihre Mitglieder wurden von Anfang an eingeschüchtert, viele wurden inhaftiert. Die Verfolgung war besonders heftig, weil viele Alawiten darunter waren. 1992 wurde sie durch eine großangelegte Verhaftungsaktion zerschlagen, viele ihrer Mitglieder wurden vom Obersten Staatssicherheitsgericht Syriens zu langjährigen Haftstrafen verurteilt. Ihr Generalsekretär Fateh Jamous war fast 20 Jahre lang inhaftiert, Abdelasis al-Chair 14 Jahre und Monder Chaddam 13 Jahre lang.
2003 wurde sie wiedergegründet. Sie schloss sich 2006 dem „Nationalen Demokratischen Zusammenschluss“ und 2007 dem Bündnis „Marxistische Linke Sammlung“ an. Mehrere ihrer Mitglieder, so Monder Chaddam und Abdelasis al-Chair, waren an der Gründung des Nationalen Koordinationskomitees für demokratischen Wandels (NCB) beteiligt.
Im syrischen Bürgerkrieg wendet sie sich gegen Bewaffnung der Opposition und ausländische Militärinterventionen, sie plädiert für einen Dialog mit der Regierung Assads und unterstützte den Friedensplan des UNO-Vermittlers Kofi Annan. Ihre politischen Ziele für Syrien sind freie Wahlen, Gewaltenteilung, eine säkulare, demokratische Regierung, Rede- und Versammlungsfreiheit und gleiche Rechte für alle Staatsbürger.
Abdelasis al-Chair wurde am 21. September 2012 an einer Straßensperre in Damaskus verhaftet, nachdem er von Verhandlungen mit der chinesischen Führung nach Syrien zurückkehrte. Das Koordinationskomitee macht hierfür die Regierung verantwortlich.